# Ходин, Сергей Николаевич
Сергей Николаевич Ходин (бел. Сярге́й Мікала́евіч Хо́дзін; род. 31 мая 1963, Путчино Дзержинского района Минской области) — белорусский историк. Кандидат (1990), доктор исторических наук (2017).

## Биография
В 1985 году окончил исторический факультет Белорусского государственного университета. В 1990 году защитил кандидатскую диссертацию «Колхозное строительство в Белорусской ССР в 1921 — первой половине 1929 гг.».
Декан исторического факультета БГУ (2000—2016), заведующий кафедрой источниковедения (2001—2016, с 2019), проректор по учебной работе и интернационализации образования (2016—2018).
Исследует социально-экономическую и политическую историю XX века, теорию и историю источниковедения, источниковедение истории Беларуси. Автор свыше 100 научных работ.

## Основные работы
- Источники истории Беларуси (историко-компаративное изучение): Учебное пособие. Минск, 1999.
- Белорусская деревня в межвоенное время: пути и формы советской модернизации (1921—1939). Минск, 2014.
- Модернизация в Беларуси (1921–1939). Минск, 2019.

## Награды и звания
- Почётная грамота Совета Министров Республики Беларусь (2023)[2].
- Медаль Франциска Скорины (2017)[3].